# 庆寿寺湖
庆寿寺湖是一个位于中国湖北省松滋县的湖泊，面积约为3.9平方千米，平均水深约为2—3米，蓄水量约为500万立方米。